# Ferrovia Stresa-Mottarone
La ferrovia Stresa-Mottarone era una ferrovia a scartamento ridotto a cremagliera piemontese che collegava il centro di Stresa con il Mottarone.

## Storia

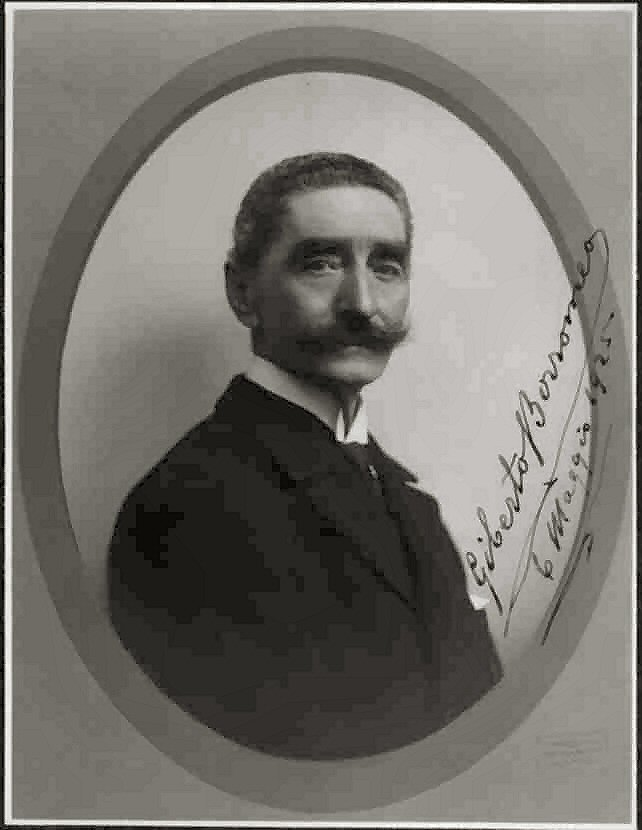
Don Giberto Borromeo Arese, primo presidente della Società Ferrovia Stresa Mottarone

### Antefatti
La località di Stresa, tra il XVIII e il XIX secolo era diventata una delle mete incluse nel Grand Tour, il viaggio formativo della giovane nobiltà nord-europea. La notorietà di Stresa portò fama anche al monte sovrastante, il Mottarone, definito nella guida Baedeker del 1869 come "comparabile alla vetta del Righi", la pittoresca vetta che sovrasta il lago dei Quattro Cantoni in Svizzera. Con la fama del luogo si pose però il problema della sua raggiungibilità, mancavano infatti collegamenti adeguati per raggiungere la vetta da Stresa, Baveno o Orta. Il tentativo, effettuato nel 1909 di percorrere la strada Orta-Armeno-Mottarone in auto, con l'idea di avviare un servizio pubblico, venne abbandonato per l'impervietà delle strade, la vetta rimaneva raggiungibile solo a piedi con una camminata di tre (da Omegna) o quattro ore (da Stresa o Baveno). Si fece quindi avanti l'idea - o la speranza - di realizzare una funicolare. Nel 1887 si iniziarono a raccogliere i capitali per la costruzione di una ferrovia funicolare che seguisse il percorso Stresa, Binda, Vedasco, Brisino, Magognino, Vezzo, Gignese, Alpino fino alla vetta del Mottarone.  Il progetto venne però subito abbandonato.

### La ferrovia
I primi progetti di collegamento ferroviario tra il Lago Maggiore e il Mottarone risalgono al 1888 a opera del geometra Tadini di Stresa che in un convegno tenutosi al Grand Hotel Des Iles Borromées presentò una dettagliata relazione tecnica sulla fattibilità di un collegamento ferroviario a scartamento ridotto a cremagliera con trazione a vapore simile ad analoghe realizzazioni in Svizzera (ferrovie del Rigi, del Rothorn e del Generoso).
La proposta suscitò entusiasmo e venne costituita una società "Ferrovia ad Ingranaggio da Stresa all'albergo Mottarone". L'approvazione del progetto definitivo è del 1889, la concessione governativa venne accordata con regio decreto del 1890. Il progetto non venne però mai realizzato a causa della penuria di capitali. 

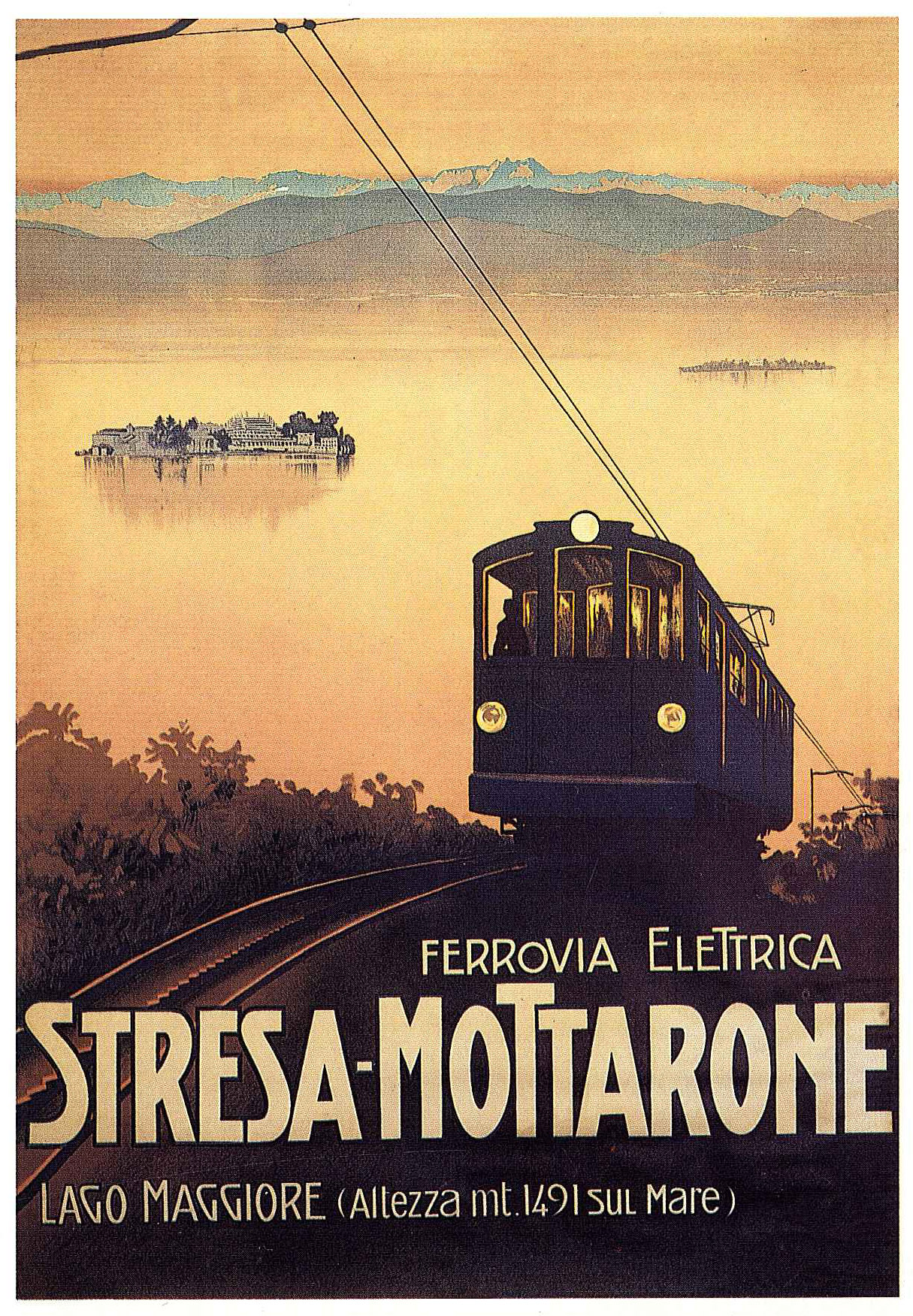
Manifesto pubblicitario della ferrovia

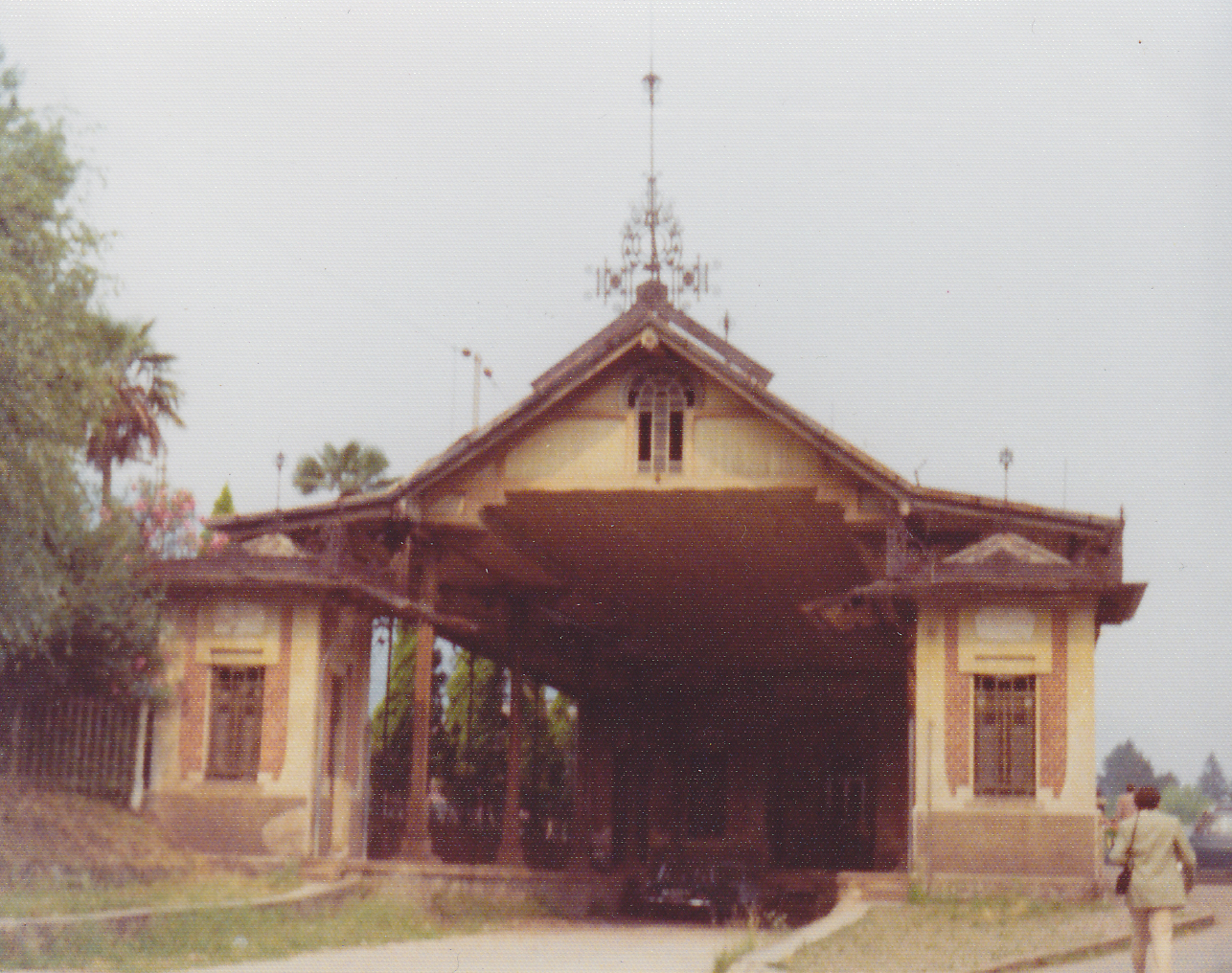
Ferrovia Stresa-Mottarone, Stazione di Stresa nel 1975

Con l'annuncio dell'arrivo della ferrovia a Stresa, in vista dell'apertura della galleria del Sempione, e all'introduzione della trazione elettrica nelle tranvie, il Tadini propose nel 1900 una tranvia interurbana Stresa-Alpino-Mottarone sfruttando parte delle strade esistenti. Il nuovo tratto Alpino-Mottarone sarebbe stato armato con cremagliera, dove locomotori spintori avrebbero portato in vetta i tram, il tutto con trazione a corrente alternata trifase.
Tale soluzione era analoga a quella adottata su impianti simili quali la ferrovia Pugliano-Vesuvio, la tranvia Trieste-Opicina e la tranvia del Renon: come sistema di trazione ci si ispirò alla ferrovia della Valganna e alle tranvie di Lugano.
Veniva ipotizzata una sua diramazione tra Gignese e la rinomata località di Orta passando per Armeno, realizzando un collegamento turistico e panoramico tra i laghi d'Orta e Maggiore. Da questo progetto si arrivò successivamente a ipotizzare una ferrovia a trazione elettrica in sede propria, a parte il tratto urbano in Stresa, con tratti in cremagliera e aderenza naturale, il progetto venne approvato dal Consiglio Superiore dei Lavori Pubblici il 15 giugno del 1906, nel 1908 venne costituita la "Società ferrovie del Mottarone" presieduta da Giberto Borromeo, il 4 luglio 1909 si giunse all'approvazione governativa della concessione, grazie agli interessamenti del Sen. Mangili e della famiglia Borromeo, che mise a disposizione i terreni tra la località Alpino e il Mottarone.
La costruzione cominciò solo nella primavera del 1910, una volta terminato il piazzale dell'imbarcadero di Stresa dove avrebbe dovuto essere realizzata la stazione di partenza. La ferrovia venne realizzata con trazione elettrica a corrente continua, inaugurata il 12 luglio del 1911 e affidata in concessione alla Società Ferrovia Stresa Mottarone (FSM). Alcuni anni dopo, nel 1917, la FSM e il Ministero dei Lavori Pubblici stipularono una convenzione con la quale la ferrovia sarebbe stata esercita provvisoriamente per dieci anni come tranvia extraurbana; nel 1929 un Regio decreto declassò definitivamente la Stresa-Mottarone a tranvia extraurbana.
I primi quattro anni di servizio fino allo scoppio della prima guerra mondiale superarono le più rosee aspettative, ipotizzando la realizzazione della diramazione Gignese Armeno Orta (la stazione di Gignese fu orientata per tale scopo).

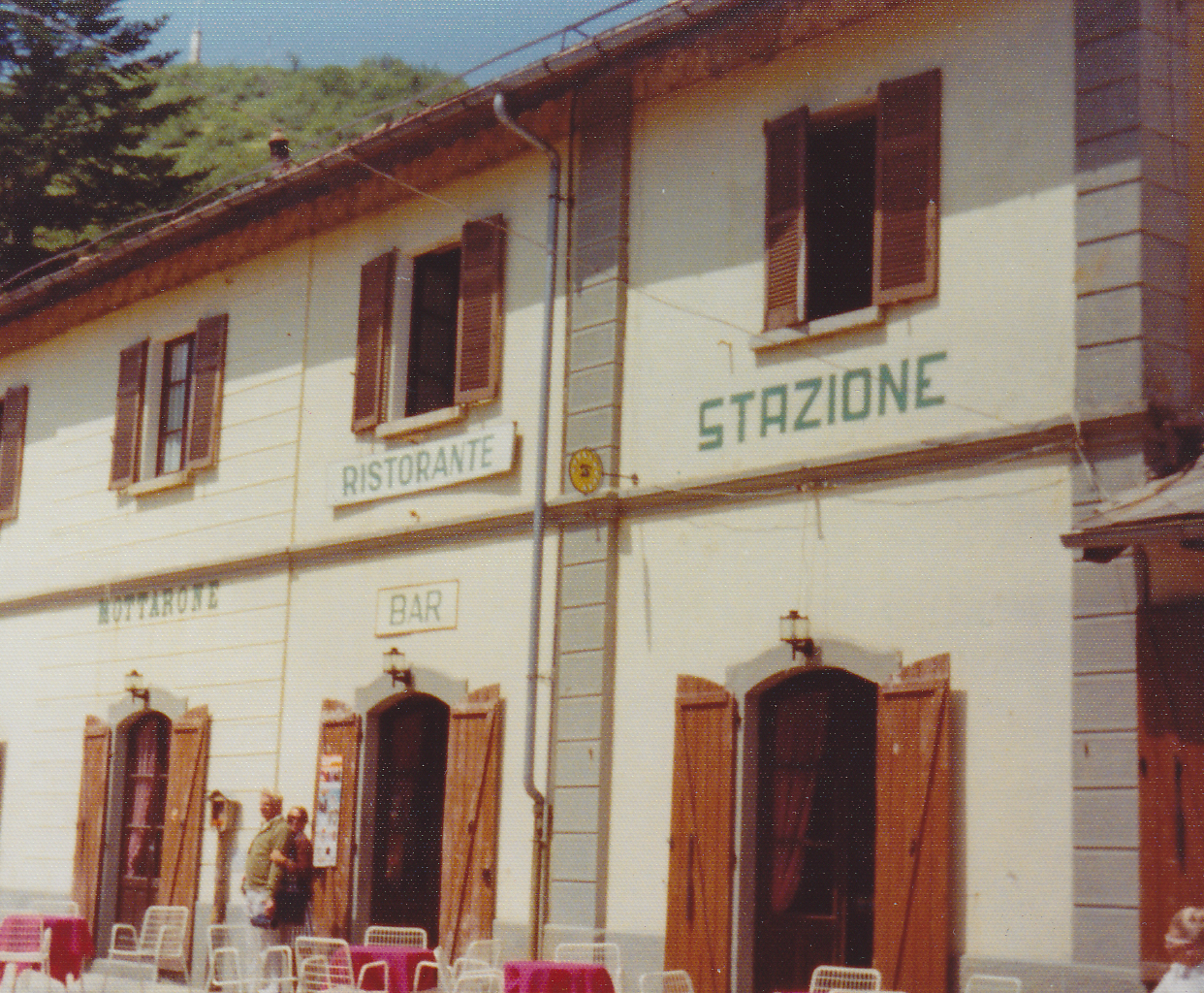
Stazione di Monte Mottarone nel 1975

Passata la prima guerra mondiale si contrasse il flusso di turisti stranieri benestanti che avevano dato lustro a Stresa nel periodo precedente, per cui il servizio si mantenne su livelli accettabili di traffico stagionale turistico e locale fino a dopo il secondo dopoguerra, ma a causa della diminuzione dei passeggeri, gli incrementi dei costi di esercizio e la concorrenza stradale si ridussero gli investimenti per il mantenimento dei livelli di sicurezza e per l'ammodernamento, arrivando nella primavera del 1959 a sospendere temporaneamente il servizio per lavori urgenti.
Contro la ferrovia giocarono la sistemazione della strada provinciale Armeno Mottarone, la strada privata della famiglia Borromeo dall'Alpino al Mottarone, a pedaggio, nonché l'amministrazione comunale di Stresa, che chiedeva l'allontanamento dei binari dalle vie centrali.
Dopo la ripresa del servizio la linea sopravvisse fino al 1963, addirittura negli ultimi tempi effettuava servizio solo dall'Alpino al Mottarone.
Venne definitivamente chiusa all'esercizio lunedì 13 maggio del 1963 con l'ultima corsa alle 12.55 e sostituita da autolinea, e in seguito sostituita dalla Funivia Stresa-Alpino-Mottarone a partire da 1º agosto 1970.

## Caratteristiche
|  |  |  | Unknown route-map component "exKBHF+Za" | Pier |

| Unknown route-map component "CONTgq" | Unknown route-map component "STR+r" |  | Unknown route-map component "exSTR" + Unknown route-map component "exlZ" |  |

| Station on track | Unknown route-map component "exKBHFaq" | Unknown route-map component "exABZgr+r" + Unknown route-map component "exlZ" |

|  | One way leftward | Transverse track | Unknown route-map component "xKRZu" + Unknown route-map component "exlZ" | Unknown route-map component "CONTfq" |

|  |  | Unknown route-map component "exHST" + Unknown route-map component "exlZe" |

|  |  | Unknown route-map component "exBHF" |

|  |  | Unknown route-map component "exSTR+Za" |

|  |  | Unknown route-map component "exSTR+Ze" |

|  |  | Unknown route-map component "exBHF" |

|  |  | Unknown route-map component "exSTR+Za" |

|  |  | Unknown route-map component "exSTR+Ze" |

|  |  | Unknown route-map component "exBHF" |

|  |  | Unknown route-map component "exSTR+Za" |

|  |  | Unknown route-map component "exHST" + Unknown route-map component "exlZ" |

|  |  | Unknown route-map component "exKBHF+Ze" |

La linea adottava lo scartamento metrico di 1000 mm, aveva la lunghezza complessiva di 9,860 chilometri con stretti raggi di curvatura e pendenze fino al 200 per mille che richiedevano l'uso della cremagliera di tipo Strub. La trazione era elettrica a corrente continua a 750 volt.

### Percorso
La linea collegava il rinomato centro lacustre di Stresa, posto a 203 metri s.l.m, sul Lago Maggiore, partendo dal capolinea posto proprio a fianco della stazione di Stresa, sulla linea Domodossola–Milano con le località poste a monte di Alpino, a 803 m., e della stazione turistica del Mottarone, a 1385 metri di altezza, in inverno innevata e dotata di campi di sci.
Un secondo capolinea si trovava presso l'imbarcadero di Stresa ed era collegato sia alla stazione FS che direttamente verso il Mottarone con un raccordo a triangolo.

## Materiale rotabile

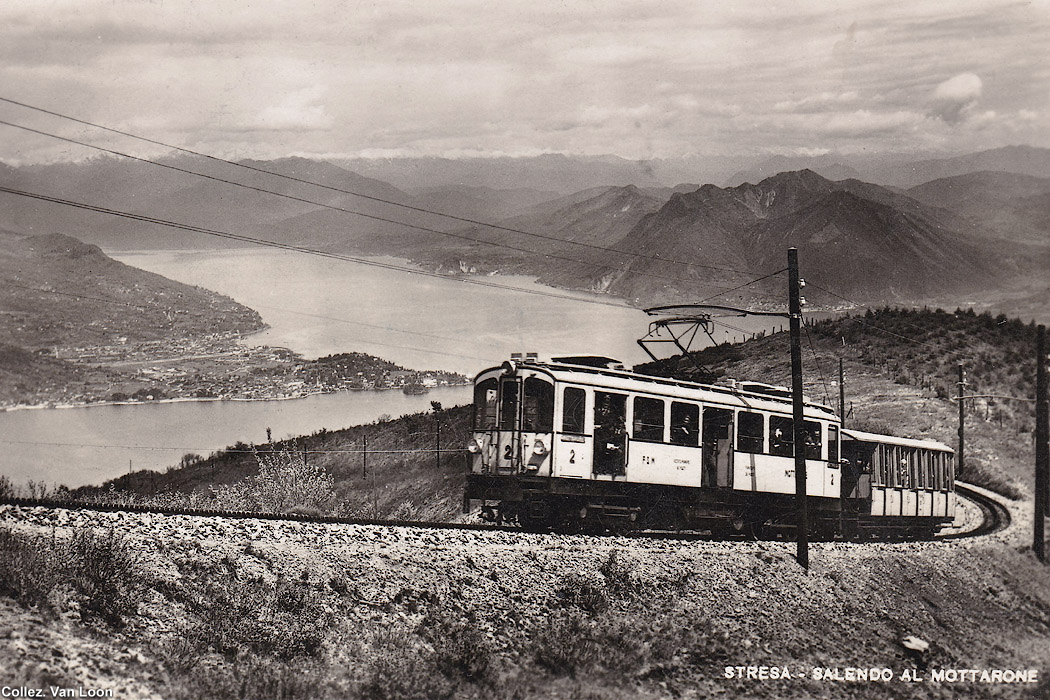
Cartolina della linea

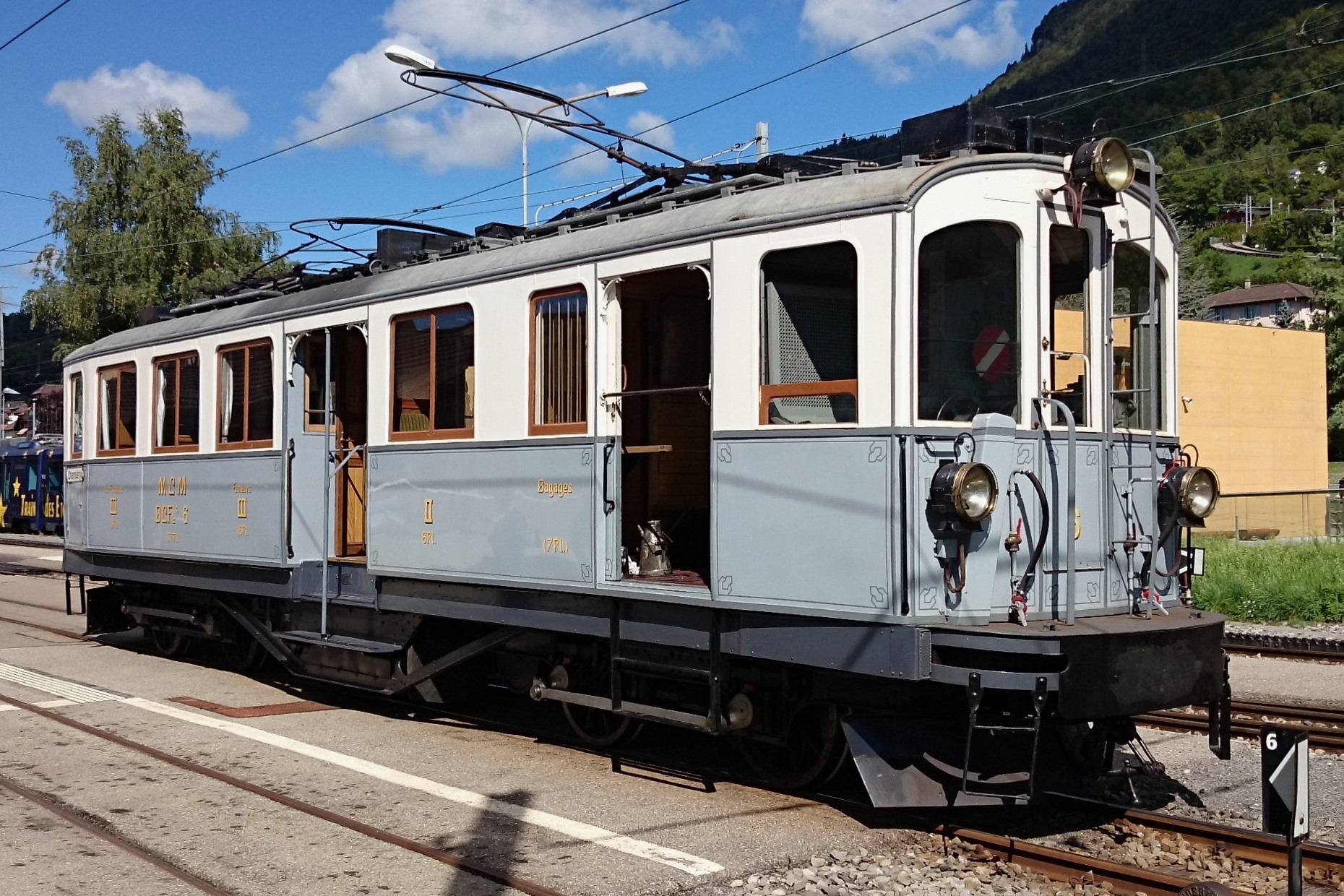
Motrice Monthey-Champéry conservata

Al 1911 la dotazione della ferrovia, ormai completa, comprendeva:
- nº 5 Elettromotrici a carrelli, potenza 240 kW (340 CV), 44 posti, casse realizzate dalla SIG, carrelli SLM con ruote dentate per trazione/frenatura e parte elettrica Alioth.
- nº 3 Carrozze viaggiatori, 55 posti, del tipo a giardiniera chiudibile, casse realizzate dalla SIG e carrelli SLM con ruota dentata di frenatura
- nº 4 Carri merci, 3 aperti ed 1 chiuso, tutti dotati di ruota dentata per la frenatura
- nº 1 Vettura tranviaria, potenza 75 kW (100 CV) usata nel primo periodo per il servizio tra la stazione a lago e la stazione FS

Nel 1920 vennero costruiti 3 carrellini speciali porta sci che venivano agganciati in coda alle elettromotrici.
Le elettromotrici e rimorchiate facevano parte di una serie di veicoli realizzate anche per la coeva ferrovia Monthey-Champéry; un esemplare di quest'ultima è conservato presso la Ferrovia Museo Blonay-Chamby.
Le casse di 2 elettromotrici sono conservate presso un campeggio all'Alpino, quella di una rimorchiata è conservata presso un campeggio di Baveno.